# Peziza atrospora
Peziza atrospora är en svampart som tillhör divisionen sporsäcksvampar, och som beskrevs av Karl Wilhelm Gottlieb Leopold Fuckel. Peziza atrospora ingår i släktet Peziza, och familjen Pezizaceae. Det är osäkert om arten förekommer i Sverige.